# Agnozja
Agnozja (gr. ἀγνωσία agnōsía – "nieświadomość, nieznajomość, niewiedza") – stan zaburzonej zdolności rozpoznania znanych elementów otoczenia, przy braku zaburzenia części odbiorczej. Termin wprowadzony przez Sigmunda Freuda w 1891 roku.
Z uwagi na różne rodzaje modalności wyróżnia się:
- agnozję wzrokową;
- agnozję słuchową (zobacz też afazja);
- agnozję czuciową.

## Rodzaje agnozji
- agnozja wzrokowa – trudności w rozpoznawaniu znanych obiektów przy zachowanych możliwościach rozpoznawania ich za pomocą innych zmysłów. Pojawia się po uszkodzeniach płatów potylicznych[2].
  - prozopagnozja – trudności w rozpoznawaniu znajomych twarzy.
  - wzrokowa agnozja przedmiotów
  - agnozja barw
  - simultanagnozja
  - aleksja – trudności w czytaniu w znanym języku. Nie wpływa na umiejętność pisania.
- agnozja słuchowa – trudności z rozpoznawaniem dźwięków, w wyniku uszkodzenia okolic skroniowych prawej półkuli. Agnozja słuchowa zwykle oznacza niezdolność rozpoznawania mowy, ale wyróżnia się również niezdolność rozpoznawania dźwięków muzycznych (pacjenci nie potrafią zaśpiewać, powtórzyć melodii) (amuzja)
- agnozja dotykowa – trudności w rozpoznawaniu obiektów za pomocą dotyku, ruchu, położenia, drżenia i wibracji bez kontroli (pomocy) wzroku (mogą powiedzieć jakie cechy ma obiekt ale nie potrafią scalić wszystkich wrażeń). Są wynikiem uszkodzeń płata ciemieniowego[3]. Lokalizację można rozpoznać po ręce, w której występuje astereognozja – występowanie zaburzenia w prawej ręce oznacza uszkodzenie w lewej półkuli mózgu i odwrotnie.
- autotopagnozja, czyli somatotopagnozja (zaburzenia schematu ciała) – agnozja części ciała polegająca na zaburzeniu zdolności rozpoznawania części własnego ciała.
- anozognozja, czyli brak świadomości zaburzeń chorobowych, a nawet zaprzeczanie ich istnieniu. Szczególną postacią anozognozji jest zaprzeczanie istnieniu ślepoty przez chorego niewidomego (zespół Antona).
- agnozja przestrzenna – niezdolność odnalezienia drogi w znanym otoczeniu, np. własnej dzielnicy a nawet domu.